# Tylakoid

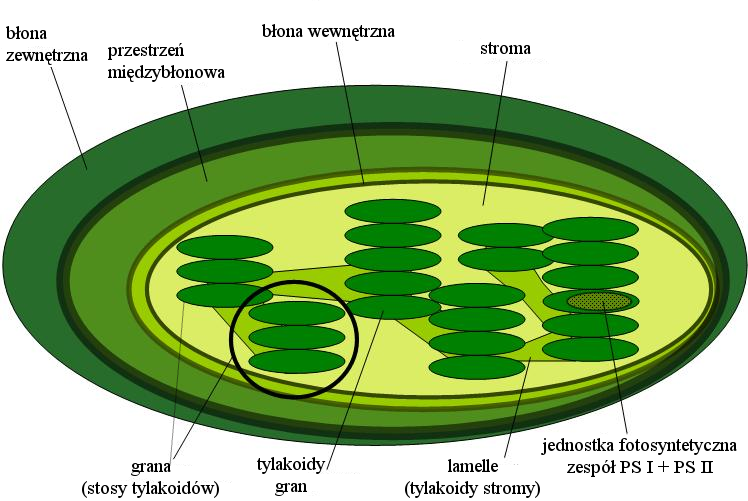
Schemat chloroplastu

Tylakoid – pęcherzykowata struktura, podstawowy element budowy wewnętrznej chloroplastu komórki roślinnej lub podobna struktura wchodząca w skład autotroficznej komórki prokariotycznej. U większości roślin w chloroplastach tylakoidy tworzą tzw. system lamellarny, w którego skład wchodzą grana, czyli zwarte stosy spłaszczonych tylakoidów (lamelle gran) oraz intergrana, czyli tylakoidy stromy (lamelle stromy) będące pojedynczymi pęcherzykami tylakoidów łączących grana. 
W błonach tylakoidów zachodzi faza jasna fotosyntezy, podczas gdy w stromie zachodzi cykl Calvina.
Tylakoidy zapewniają organizację aparatu fotosyntetycznego również u sinic. U tych organizmów brak jest struktur typu grana. Charakterystycznym elementem tylakoidów sinic są zewnętrzne kompleksy antenowe – fikobilisomy.

## Budowa

Kompleksy fotosyntetyczne w błonie tylakoidów: PS I – fotoukład I, PS II – fotoukład II, b_{6}f – kompleks cytochromowy b_{6}f, s ATP – syntaza ATP.

Błony tylakoidów zbudowane są głównie z galaktolipidów: monogalaktozylodiacyloglicerolu i digalaktozyloglicerolu. Jednocześnie charakterystyczną cechą galaktolipidów błon tylakoidów jest znaczna zawartość kwasów tłuszczowych nienasyconych, głównie linolowego i linolenowego. Występujące powszechnie w błonach komórkowych fosfolipidy stanowią w błonach chloroplastów jedynie 15% ogółu składników lipidowych. Łącznie lipidy stanowią 35–40% zawartości błon tylakoidów. Pozostałe elementy to białka, stanowiące podstawowy składnik błon tylakoidowych oraz barwniki fotosyntetyczne. Wiele z białek obecnych w błonach tylakoidowych uczestniczy w procesie fotosyntezy. Nie są one rozmieszczone jednorodnie. Fotoukład II zlokalizowany jest głównie w błonach tworzących grana, zaś fotoukład I oraz  kompleks syntazy ATP głównie w błonach tworzących lamella. Stosunkowo równomiernie rozmieszczone są kompleksy cytochromowe b6f.

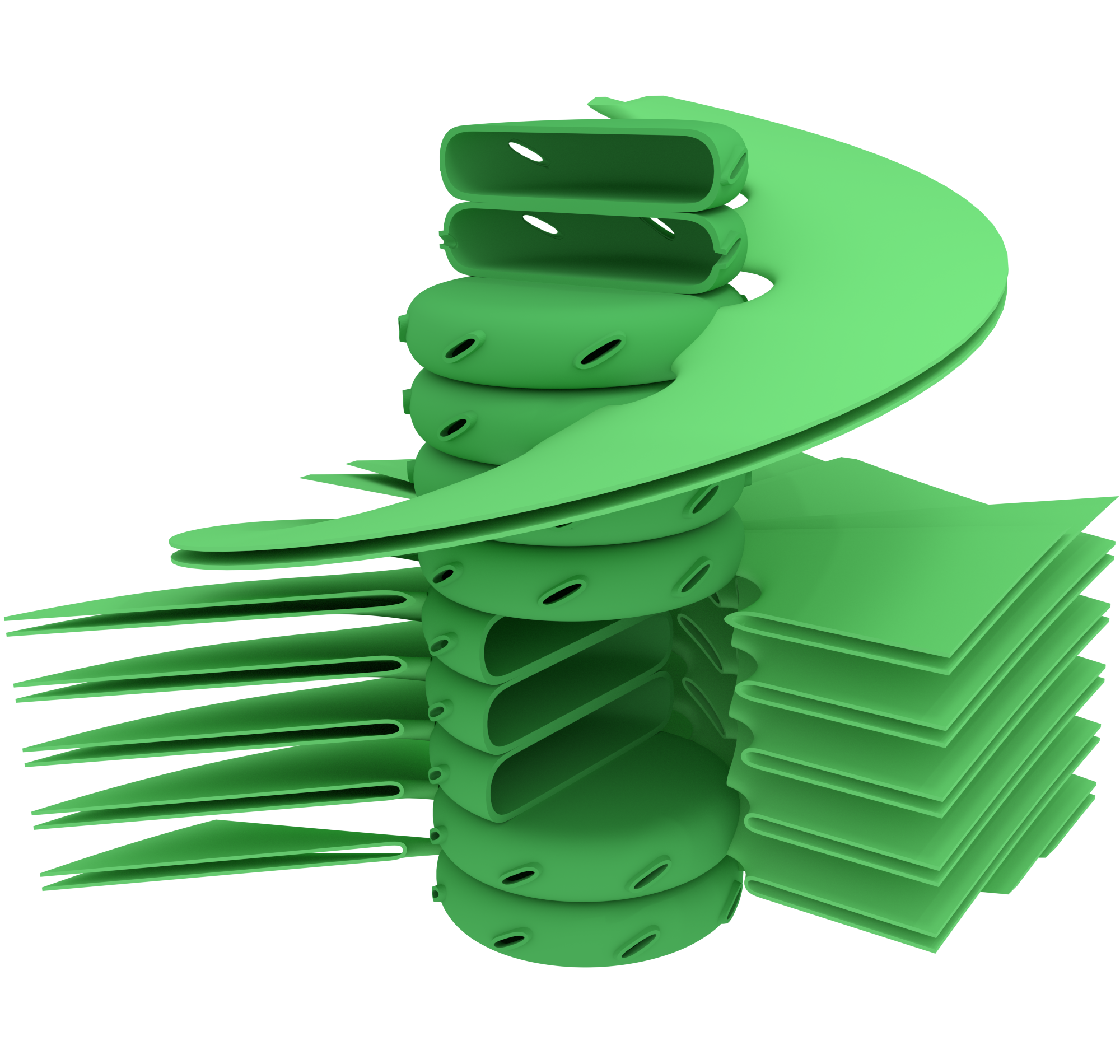
Helikoidalna struktura budowy granum